# Суарес, Франсиско
Франси́ско Суа́рес (исп. Francisco Suárez, лат. Franciscus Suarez Granatensis, старая, неправильная передача имени — Франциск Суарез, 5 января 1548, Гранада — 25 сентября 1617, Лиссабон) — испанский философ и политический мыслитель, «Превосходный Доктор» («Doctor Eximius»)

## Биография

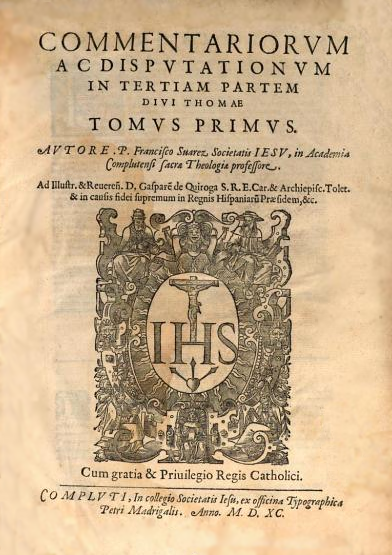
Commentariorum ac disputationum in tertiam partem divi Thomae (1590).

Summae theologiae. De Deo uno et trino, I, 1607

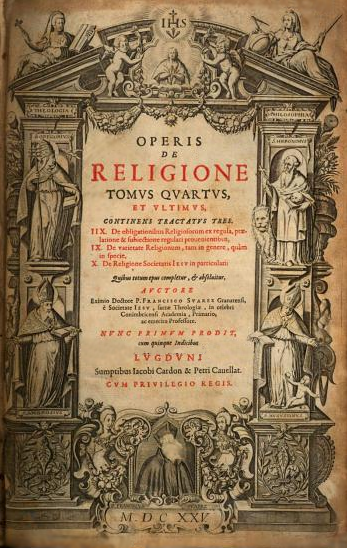
Operis de religione (1625).

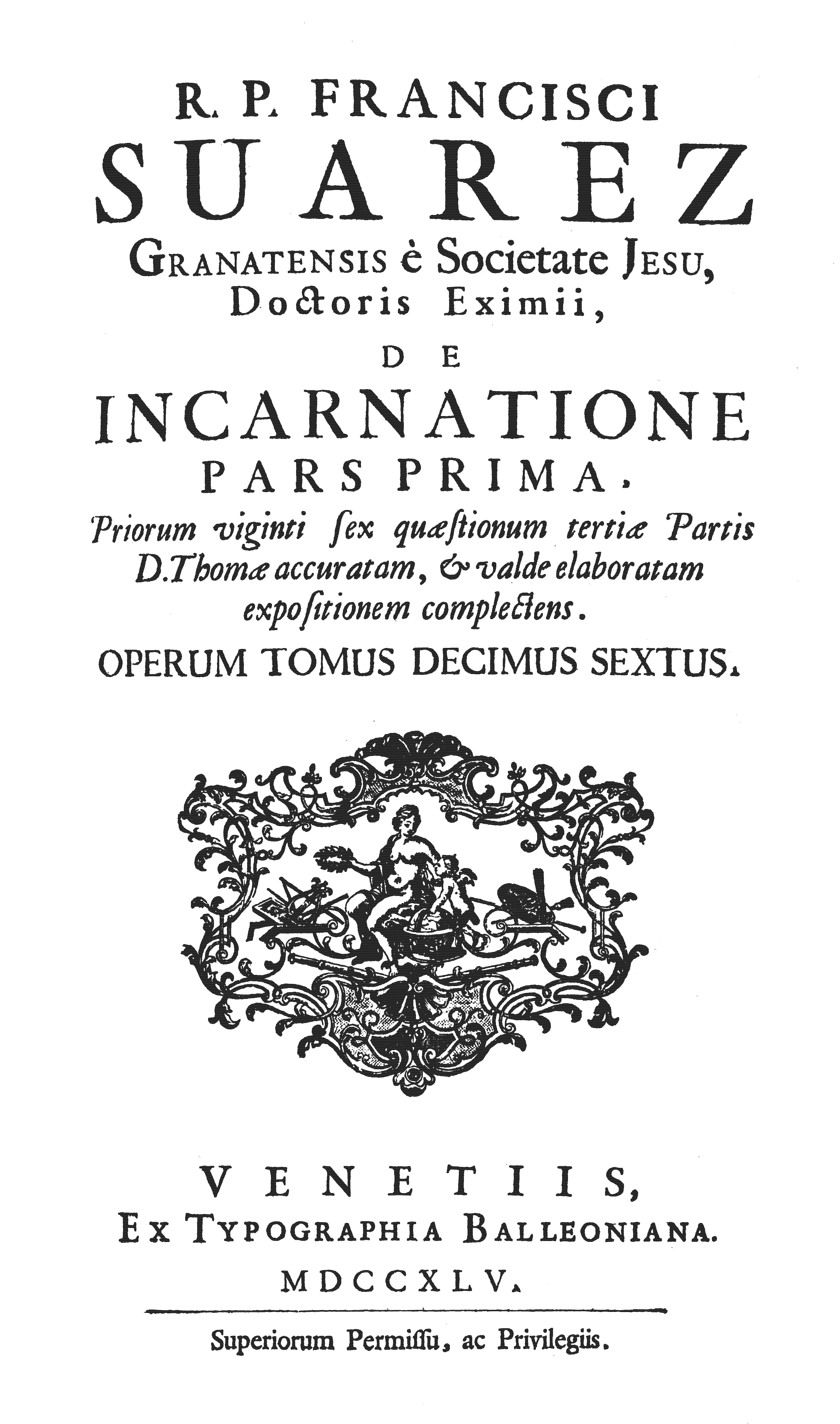
De incarnatione, pars prima (1745).

Принадлежал к знатной семье; в Саламанкском университете изучал юридические науки, затем вступил в орден иезуитов и был профессором богословия в Сеговии, Алкале, Саламанке и Риме. Его учёность была необъятна; его память поражала всех; его диалектика, казалось, воскрешала цветущую эпоху схоластической философии. Все эти качества создали ему славу первого философа эпохи, и эта слава держалась, судя по автобиографии Вико, вплоть до начала XVIII века. По предложению папы Павла V он издал в 1614 г. политический памфлет «Defensio fidei catholicae contra anglicanae sectae errores», направленный против политики Иакова I и сожженный рукой палача не только в Лондоне, но и в Париже. Его сочинения, издание которых было закончено в 1630 г., обнимают 23 тома in folio (Майнц и Лион). Извлечение из них сделано П. Ноэлем в 1732 г. (Женева).

## Учение
Суареса не без основания называют последним из схоластиков. Он не был расположен к тем новым приёмам мышления, которые создавались в его эпоху. Силлогизм и ссылка на авторитеты — вот его аргументы; единственное, что у него более или менее оригинально, — это то, что авторитет Аристотеля отступает на задний план перед авторитетом классиков схоластики. Главное произведение Суареса — трактат «De legibus», в котором он близко следует Фоме Аквинату. Это — целая энциклопедия схоластической философии, дающая всестороннее знакомство со всем строем средневековой католической мысли с её воззрениями на все области человеческого знания. По мнению Суареса, есть два рода законов — закон естественный и закон положительный; вопрос об основах первого составляет главную проблему морали, вопрос об основах последнего — главную проблему политики. Схоластики различали два рода естественных законов: закон указующий (lex indicativa) и закон предписывающий (praeceptiva); первый ограничивается разъяснением того, что хорошо и что дурно, второй повелевает делать или не делать то или иное. Схоластические авторитеты делятся в этом отношении на два лагеря: одни признают естественный закон исключительно индикативным, другие — исключительно прецептивным. Суарес пытается примирить оба крайних решения. По его мнению, в естественном законе находятся налицо оба свойства: он и разъясняет, и повелевает в одно и то же время. Такой ответ на основную проблему заставляет Суареса искать выхода из другой схоластической антиномии, тесно связанной с предыдущей. На чём покоится естественный закон: на природе вещей или на божественном велении? Суарес одинаково чужд как рационализма, так и провиденциализма в их чистом виде и принимает в качестве генетических моментов естественного закона как человеческий разум, так и божественную волю.

## Учение о власти
На этих основах покоится и политика Суареса. Так как общество — естественное состояние человека, вне которого он не может жить, то тем самым оно является учреждением божественным; но так как общество не может существовать без законов, а законы не могут явиться без власти, их издающей, то есть без правительства, то и правительство — институт божественный. Божественность верховной власти — исключительно результат её естественного происхождения; слова апостола Павла «Всякая власть от Бога» (Рим. 13:1) надо понимать именно в этом смысле, а не так, что в возникновении верховной власти кроется непостижимая человеческому разуму делегация, непосредственное происхождение от Бога. Так как власть порождена естественным законом, то она и подчиняется ему; возникшая для нужд общества, она покоится на акте делегации от общества — реального, исторического общества. Словом, верховная власть принадлежит народу и им делегируется правительству; но такая делегация не составляет необходимости: общество (народ) может сохранить власть за собой, и это решение будет столь же законно, как и решение делегировать власть одному лицу или нескольким лицам, на время или навсегда. Не отрицая принципиально ни одной из возможных форм правления, Суарес из соображений практических склоняется на сторону монархии. Но так как монарх — не представитель Бога, а лишь делегат народа, то он должен сообразоваться с народной волею; согласие монарха и народа — единственный источник власти первого; наследственность трона обусловливается сохранением этого согласия. Как только оно прекращается, верховный суверен — народ — вступает в свои права; а права у него, по Суаресу, в данном случае очень широки. Законному монарху он может оказать лишь пассивное сопротивление, но по отношению к узурпатору, тирану в античном смысле слова, дозволены всякие меры, не исключая убийства. Убийство не возбраняется даже тогда, когда виновным в нарушении законов оказывается законный монарх, но Суарес советует избегать этого, если нарушены интересы не всего общества, а лишь частного лица. Тирана же может убить последний гражданин за всякое нарушение закона.

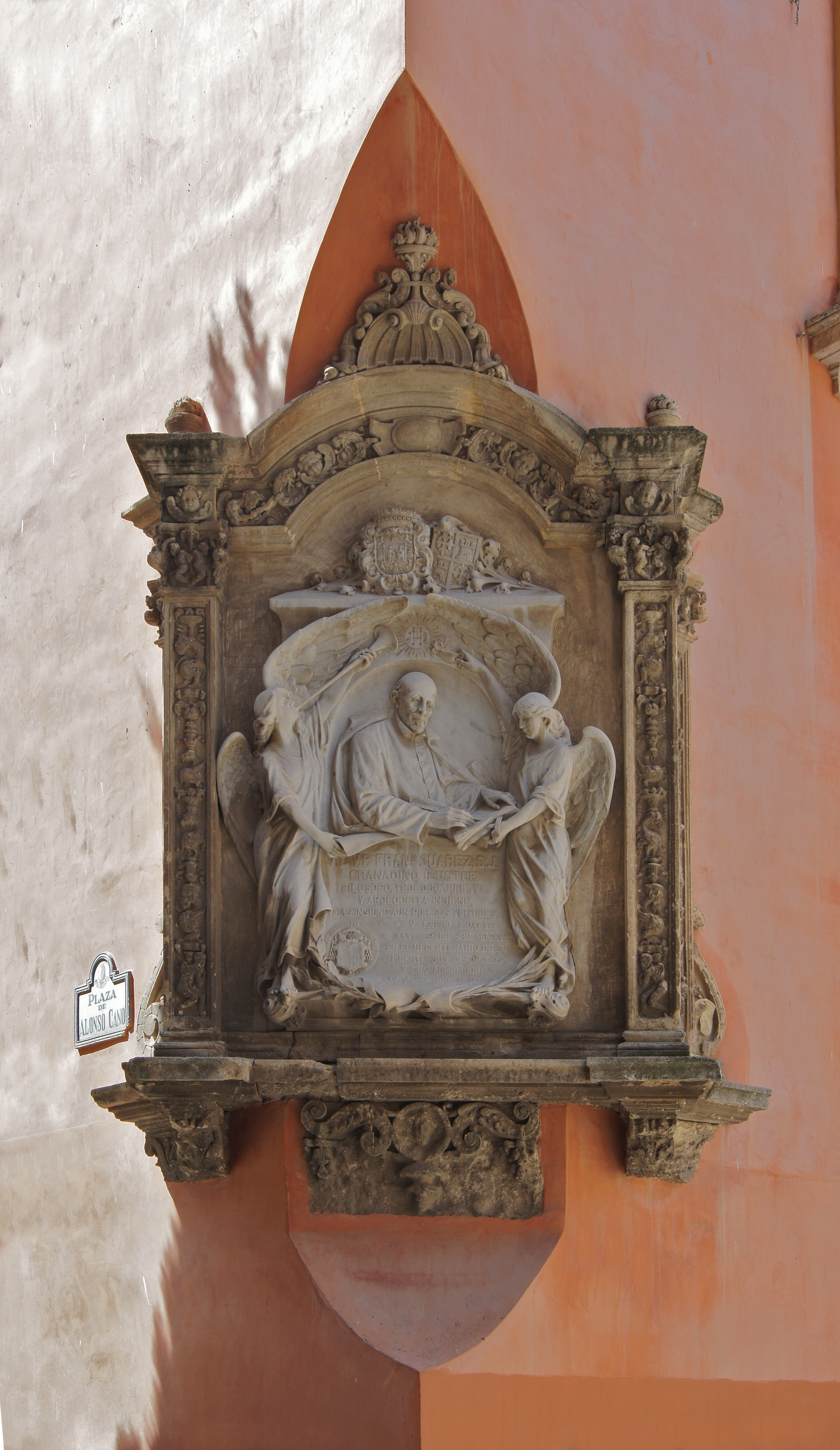
Памятный знак в честь Суареса в городе Гранаде

Политическая доктрина Суареса в её целом не стоит одиноко. Начало XVII в. было эпохой острого политико-религиозного кризиса, когда приходили в столкновение самые разнородные интересы, когда оппозиция против абсолютизма, более или менее прикрытая религиозными мотивами, явно или скрыто действовала во всей Западной Европе. Абсолютизм мешал католикам, потому что в своём развитии подрывал идею авторитета папы, — мешал и различным протестантским партиям, потому что подавлял свободу мысли. Поэтому учение монархомахов, одним из видных представителей которого был Суарес, вербовало своих сторонников как в среде католических, так и в среде протестантских публицистов. В частности, доктрина тираноубийства, первое выражение которой мы встречаем ещё в средние века, была чисто католической и в эпоху религиозных войн имела многих представителей, кроме Суареса. Она не оставалась только книжной, а проводилась в жизнь, деятельно пропагандируемая иезуитами. Убийство Вильгельма Оранского в Нидерландах (1584) и двух Генрихов во Франции (1588 и 1610) стояло в связи с этой пропагандой.

Франсиско Суарес, знаменитый испанский философ и богослов, родился в Гранаде в 1548 году. В юности вступил в орден иезуитов, известный своими достижениями в области гуманитарных наук, математики и естествознания. Став доктором богословия и священником, Суарес преподавал в университетах Коимбры и Саламанки. Лекции Суареса пользовались огромной популярностью, благодаря его эрудиции и личной святости. Одно время, по причине поддержки им тезисов испанского богослова Луиса Молины (1535—1600), Суарес подозревался в ереси, однако был, как и прочие т. н. «молинисты», оправдан Святейшим Престолом. Умер Суарес в 1617 году.

## Основные работы
- De Incarnatione (1590-1592)
- De sacramentis (1593-1603)
- Метафизические рассуждения (Disputationes metaphysicae), (1597)
- De divina substantia eiusque attributis (1606)
- De divina praedestinatione et reprobatione (1606)
- De sanctissimo Trinitatis mysterio (1606)
- De religione (1608-1625)
- De legibus (1612)
- De gratia (1619)
- De angelis (1620)
- De opere sex dierum (1621)
- De anima (1621)
- De fide, spe et charitate (1622)
- De ultimo fine hominis (1628)

## Сочинения
- Суарес Ф. Метафизические рассуждения. Введение и 1 раздел I рассуждения / Пер. М. Р. Бургете // Историко-философский ежегодник. 1987.М., 1987. С. 218—242.
- Суарес Ф. Метафизические рассуждения. Рассуждение V. Об индивидуальном единстве и его принципе (фрагмент) / Пер. Т.Антонова, комментарии Т.Антонова, Д. Шмонина // Verbum. Вып. 1. Франсиско Суарес и европейская культура XVI—XVII веков. СПб., 1999. С. 180—183.
- Суарес Ф. Комментарии на «Книги Аристотеля „О душе“». Введение (фрагмент) / Пер. Д. В. Шмонина // Verbum. Вып. 5. Образы культуры и стили мышления: иберийский опыт. СПб, 2001. С. 174—183.
- Суарес Ф.Метафизические рассуждения. Рассуждение II (фрагменты разделов 1, 2, 4) / Пер. Г. В. Вдовиной // Вопросы философии. 2003. № 10.С. 140—156.
- Суарес Ф. Метафизические рассуждения. Рассуждение I, раздел 3 /Пер. Г. В. Вдовиной // Историко-философский ежегодник. 2004. М., 2005.С. 99-106.
- Суарес Ф. Метафизические рассуждения. Рассуждение XXXI. О сущности конечного сущего как такового, о его бытии, а также об их различении (фрагмент) / Предисловие, перевод и комментарии К. В. Суториуса // Историко-философский ежегодник. 2004. М., 2005. С. 124—179.
- Суарес Ф. Метафизические рассуждения. Рассуждения I—V. Вступительные статьи Г. В. Вдовиной и Д. В. Шмонина. Перевод Г. В. Вдовиной. М.: Институт философии, теологии, и истории св. Фомы, 2007. 776 с.